# ホリペイ
『ホリペイ』は、2009年1月11日から10月4日までBSジャパンで放送されていたトーク番組。テレビ東京で放送されているバラエティ番組『アリケン』からのスピンオフにあたる。

## 番組概要
堀内健と有田哲平が番組から出されたお題に対して毒を吐くトーク番組。
『アリケン』で2008年12月20日に放送された企画「黒アリケン」（2人が様々な人や物に毒づく）が基になっているため、「毒トーク番組」というコンセプトだが、実際は毒舌というよりも、普段地上波の番組では言う機会のない本音トークを繰り広げている。だんだんとお題と関係のない方向に話が逸れることも多い。また、撮影場所などに関するトークをある程度行なってから改めてテーマ発表をする事もある。収録現場がセットも組まず簡素なのは、打ち上げの費用を捻出するため。そのため、堀内によると収録場所はタダで借りていると語っているが回によって金を出して場所を借りて収録することもある。
普通の番組では台本は文字で構成されているものであるが、この番組では台本にカメラの置く位置が記された見取り図だけしか書かれておらず、収録はほとんど台本なしで行われている。

## 出演者
- 堀内健（ネプチューン）
- 有田哲平（くりぃむしちゅー）

『アリケン』では2人の衣装がイメージカラーである白に統一されているのに対し、この番組では黒に統一されている。
番組の締めは有田とホリケンがお互いに褒め合いながら、最後はハイタッチするのが恒例。

## 放送リスト
| 回数            | 放送日        | テーマ | 収録場所                                           |
| --------------- | ------------- | --- | -------------------------------------------------- |
| 第01回          | 2009年1月11日 | 視聴率 大阪 | 屋上                                               |
| 第02回          | 2009年1月18日 | ゆとり教育 女子アナ | 楽屋                                               |
| 第03回          | 2009年1月25日 | ブログ 合コン | 移動中のロケバス                                   |
| 第04回          | 2009年2月1日  | 結婚 アラフォー | 副調整室                                           |
| 第05回          | 2009年2月8日  | ブルーレイ 誕生日 | 料理学校の教室                                     |
| 第06回          | 2009年2月15日 | バレンタイン タクシー ラテ欄 | 真っ暗なスタジオ                                   |
| 第07回          | 2009年2月22日 | ヒーロー | アートスペース                                     |
| 第08回          | 2009年3月1日  | 合格発表 | 和室                                               |
| 第09回          | 2009年3月8日  | 日本映画 | お寺の本堂                                         |
| 第10回          | 2009年3月15日 | 卒業式 | 喫茶店                                             |
| 第11回          | 2009年3月22日 | 浮気 | ゴルフバー                                         |
| 第12回          | 2009年3月29日 | 冠番組 | バーカウンター                                     |
| 第13回          | 2009年4月5日  | 漫才 | キャバクラ                                         |
| 第14回          | 2009年4月12日 | ファッション | カラオケボックス                                   |
| 第15回          | 2009年4月19日 | TBS | TBSの楽屋                                          |
| 第16回          | 2009年4月26日 | 貯金 | ポルシェセンター                                   |
| 第17回          | 2009年5月3日  | グルメ ゲスト：レディス4（福岡サヤカ、吉野ももみ、芝田翔生子、花園うらら）                                                                      | テレビ東京のロビー                                 |
| 第18回          | 2009年5月10日 | マッサージ | お台場にあるレストラン                             |
| 第19回          | 2009年5月17日 | 嘘 | 空きスタジオ                                       |
| 第20回          | 2009年5月24日 | プロポーズ | テレビ東京近くの美容室                             |
| 第21回          | 2009年5月31日 | コンビニ | 野球場のマウンド                                   |
| 第22回          | 2009年6月7日  | 堀内健緊急結婚放送 | チャペル                                           |
| 第23回          | 2009年6月14日 | 堀内健結婚生活マル秘話 | ボクシングジムのリング                             |
| 第24回          | 2009年6月21日 | 休日 | 野球場のホームベース                               |
| 第25回          | 2009年6月28日 | - | 六本木のレストラン                                 |
| 第26回          | 2009年7月5日  | 都市伝説 | 麻布のインテリアショップ                           |
| 第27回          | 2009年7月12日 | ニュース | 麻布のインテリアショップ                           |
| 第28回          | 2009年7月19日 | ミラクル | テレビ東京の社員食堂                               |
| 第29回          | 2009年7月26日 | AD | ハウスオブハーレーダビッドソン                     |
| 第30回          | 2009年8月2日  | 「エッチさせて!」の紳士的な言い方を考えて! | スタジオ裏                                         |
| 第31回          | 2009年8月9日  | J-POP | ストリートファッションブティック                   |
| 第32回          | 2009年8月16日 | - | 花屋                                               |
| 第33回          | 2009年8月23日 | オリンピックの新競技としてバンドが始まるのでバンド日本代表を3組教えてください スイカ割りのカッコイイ割り方を教えてください グルメ 出会い 同窓会 | 東武動物公園のプールサイド                         |
| 第34回          | 2009年9月6日  | 友達 | やべっちらし寿司のセットが組まれたテレビ東京の廊下 |
| 第35回          | 2009年9月13日 | - | 戸越銀座にあるクリニック                           |
| 第35回          | 2009年9月20日 | 女性に恥をかかせないHの断り方を考えてください 有田の結婚式の式次第                                                                              | 動いていない屋形船の船内                           |
| 第36回          | 2009年9月27日 | 打ち切り | 楽屋                                               |
| 第37回 (最終回) | 2009年10月4日 | 最終回 ラスト エンド | 楽屋                                               |

※2009年8月30日はTX選挙特番『ニッポン戦略会議〜あすへの提言〜』放送のため休止

## 備考
- 『アリケン』と同様BSデジタル放送のバラエティー番組では珍しい4:3の標準画質映像放送である。
- 公式サイトでは23時30分開始となっているが、30分の時点ではスポンサーCMが入るため、実質23時32分頃に開始となる。[11]また、放送時間ギリギリまで本編の放送が行なわれるため、2009年3月まで次番組はステブレレスでの開始となっていた[12]。
- 堀内によると、周りの人の反応は『アリケン』より『ホリペイ』の方が良いそうである。また、有田曰く「『ホリペイ』のギャラは『アリケン』の半分」[13]。
- 収録は6日後に地上波で放送される『アリケン』の収録後に収録されたり1日に8本録りをすることもある[14]。
- 公式サイトでは、『アリケン』に出演しているアイドルユニット・レディス4、Pabuどちらかがその日に放送されたトークテーマでトークする映像を見ることができたが、後に廃止され代わりに次回の収録場所が告知されるようになった。
- CM明けには、ナレーションが「毒トーク番組『ホリペイ』、すると有田orホリケンが〜のことを語り始めました。」と言う。
- 2009年4月5日 収録途中に出演者のピンマイクの周波数と同じビルに入っている店のマイクの周波数が一致してしまい、その店のスピーカーから2人の喋っている様子が流れ一時収録が中断するというハプニングが発生した。
- 4月16日にTBSで放送された『ザ・イロモネア』に、番組の宣伝として2人が番組名の「ホリペイ」名義で出場した（同番組には2008年秋にも『アリケン』の宣伝と制作費獲得のために出場している）。そのため、2009年4月19日放送分がTBSの控え室で『イロモネア』が本番中ながらこっそり収録を行った。
- 5月24日放送分のテーマは「プロポーズ」だったが、堀内は何度もタオルで汗を拭う仕草が見られた。この放送の2日前に、堀内は婚姻届を提出しており、そのことで、「（タイムリーな話題で）本当に焦った。」と後に述懐している。有田は「（テーマに沿って）結婚指輪の素敵な隠し場所とかを大喜利みたいに面白おかしく答えているときだったから、何も知らない視聴者からしたら堀内が面白い答えが思いつかなくて焦っているダメな奴にみえたと思う」と語っている[15]。
- 9月13日 トークテーマはないが、くりぃむしちゅーとネプチューンの他のメンバーは妻子持ちであること理由に2人は「パツイチ決めてるんじゃないですか!!」と何度も言っていた。
- 9月27日 2人から当番組が最終回を思いさせる会話だったが、実際はEPG番組表やラテ欄には[終]マークが記されておらず、翌週10月4日で本当に最終回になったが、これは2人の口からはスタッフの手違いだと言っており、「なぜ10月上旬に最終回なのか?」「先週打ち切りの話したのに、（テーマの内容の）『最終回』とか『ラスト』って挙げても話さない」など抗議した。ちなみに後番組は「ドラマ24」枠（嬢王、23:30～24:05）を放送。
- 2010年3月6日放送分の『アリケン』にて『ホリペイ』がコーナーとして復活した。ちなみにその時のお題は「引越し」しかし時間の都合上、トークの続きは同年4月24日に放送された。それ以降も不定期にアリケンのコーナーとしてホリペイが放送されていた。

## スタッフ
『アリケン』スピンオフ番組のためスタッフ陣も『アリケン』ほとんど同じである。
- ナレーター：大岡優一郎　（テレビ東京・アナウンサー）
- 構成：北本かつら、石井裕之、ヒロハラノブヒコ、清水寛生、小西幸一郎
- カメラ：松井光太郎
- 音声：大関満朗
- VE：高山昌樹
- 美術協力：テレビ東京アート
- 美術進行：小越敏彦
- ロケ技術：八峯テレビ
- 技術協力：麻布プラザ
- 編集：森岡佑次
- MA：小田嶋広貴
- タイトルロゴ：DHE Corporation
- 音響効果：佐藤卓嗣（278）
- メイク：佐々木麻里子
- スタイリスト：阿部剛志
- 編成：森田倫代
- 番宣：小林教子
- 制作協力：ユーフィールド
- デスク：鈴木夏枝
- AP：原田里美
- ディレクター：谷中憲、地濃愛、新沢学
- 演出：矢部宏光
- プロデューサー：上原敏明、塩原幸雄
- 総合プロデューサー：伊藤隆行
- 製作著作：BSジャパン

### 過去のスタッフ
- 編成：今井豪